# C-3PO

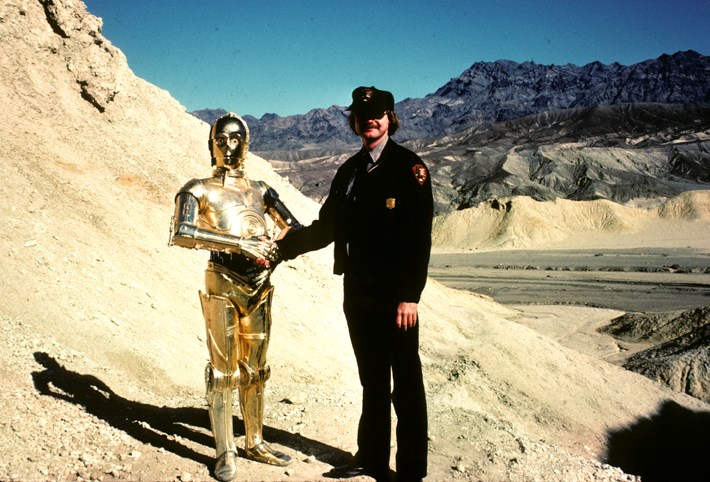
Under filmning i Death Valley cirka 1976.

C-3PO, See-Threepio, Threepio, är en robot eller droid från Star Wars-berättelserna, skapad av Anakin Skywalker i Star Wars: Episod I – Det mörka hotet.
C-3PO är en protokolldroid och tolk, ursprungligen tillverkad av företaget Cybot Galactica, som är specialiserad på att kommunicera med organismer och andra robotar. Han uppträder väldigt korrekt och när han pratar engelska är det med en brittisk accent. C-3PO byggdes av Anakin Skywalker som en egen hembiträdesrobot och färdigställdes av familjen Lars på Tatooine. Därför ser droiden olika ut i de olika episoderna. C-3PO har skiftat ägare ett par gånger under berättelsens gång. Först tillhör han Anakin Skywalker, som när han lämnar Tatooine för att träna till Jedi, överlämnar droiden till sin mor, Shmi Skywalker. Anakin återvänder och Threepio följer då med honom fram tills Anakin lämnar Jediorden och då tar rebelledaren Bail Organa hand om droiden. I och med det raderas alla hans minnen från tidigare händelser. Efter att ha varit i rebellernas ägo under dryga ett och ett halvt årtionde kommer Threepio tillbaka till Tatooine med R2-D2 och där tar Luke Skywalker över honom.
Skådespelaren Anthony Daniels har gestaltat droiden i samtliga Star Wars-filmer, inklusive den mytomspunna TV-filmen Stjärnornas krig och fred. Stuntkvinnorna Wendy Leech och Tracey Eddon dubblerar C-3PO:s stunt. Alan Harris och Chris Parsons var deras stand-in.